# Bourne (rivière)
Pour les articles homonymes, voir Bourne.
La Bourne est une rivière française, en région Auvergne-Rhône-Alpes, dans les départements de l'Isère et de la Drôme et un affluent gauche de l'Isère, et donc sous-affluent du Rhône.

## Géographie
La rivière naît dans le parc naturel régional du Vercors, dans le département de l'Isère, plus précisément sur la commune de Lans-en-Vercors au lieu-dit « les Jailleux »[réf. nécessaire].
 
La longueur de son cours d'eau est de 43,1 km.

Le ruisseau s'écoule d'abord sur environ 7 km selon un axe nord-sud sur un plateau situé — entre Lans-en-Vercors et Villard-de-Lans — puis s'engage dans des gorges, orientée de manière générale vers l'ouest.
Devenue une rivière en parvenant dans le bassin du Royans, la Bourne conflue avec l'Isère au point de jonction des communes de Saint-Hilaire-du-Rosier, Saint-Just-de-Claix et Saint-Nazaire-en-Royans.

### Communes et cantons traversés
Dans les deux départements de la Drôme et de l'Isère, la Bourne traverse les quinze communes suivantes, de l'amont vers l'aval : Lans-en-Vercors(source), Villard-de-Lans, Rencurel, Saint-Julien-en-Vercors, Choranche, Châtelus, Sainte-Eulalie-en-Royans, Pont-en-Royans, Auberives-en-Royans, Saint-Laurent-en-Royans, Saint-Just-de-Claix, Saint-Thomas-en-Royans, La Motte-Fanjas, Saint-Nazaire-en-Royans (confluence), Saint-Hilaire-du-Rosier (en face de la confluence).
En termes de cantons, la Bourne prend sa source dans le canton de Fontaine-Vercors, traverse le canton du Sud Grésivaudan, conflue dans le canton de Vercors-Monts du Matin, le tout dans l'arrondissement de Grenoble et l'arrondissement de Valence.

### Bassin versant
La Bourne traverse cinq zone hydrographiques (W330, W331, W332, W333, W334) pour une superficie totale de 818 km2. Ce bassin versant est constitué à 77,85 % de « forêts et milieux semi-naturels », à 20,69 % de « territoires agricoles », à 1,39 % de « territoires artificialisés », à 0,05 % de « surfaces en eau »

## Hydronymie

### Attestations
Dictionnaire topographique du département de la Drôme :
- 1107 : Borna (cartulaire de Grenoble, 1).
- 1174 : Borna (cartulaire de Léoncel, 24).
- 1209 : Burna (cartulaire des Écouges, 108).
- 1481 : ripparia Burnea (terrier de Saint-Just).
- 1891 : La Bourne, rivière qui a sa source dans les montagnes de Villard-de-Lans (Isère), touche à la commune de Saint-Julien-en-Vercors, rentre dans le département de l'Isère qu'elle sépare des communes de Sainte-Eulalie, de Saint-Thomas et de Saint-Nazaire-en-Royans, et se jette dans l'Isère au port de Rochebrune après un parcours de 40 kilomètres, dont 11,95 kilomètres dans le département de la Drôme. Sa largeur moyenne (dans la Drôme) est de 57,50 m, sa pente est de 44 m, son débit ordinaire de 13,75 m3, extraordinaire de 1000 m3.

## Hydrologie

### La Bourne à Saint-Just-de-Claix
La Bourne a été observée à la station W3344010 La Bourne à Saint-Just-de-Claix au Pont de Manne, par l'EDF, à 164 m d'altitude, pour un bassin versant de 787 km2 depuis le 1er janvier 1967 .
Le module de la Bourne a été calculé durant 46 ans à Saint-Just-de-Claix. Il se monte à 20,80 m3/s pour une surface de bassin de 787 km2.
La rivière présente des fluctuations saisonnières de débit de type pluvial à composante nivale, avec des hautes eaux de printemps dues entre autres à la fonte des neiges et portant le débit mensuel moyen au niveau de 38 à 43 m3/s de fin mars à mai inclus (avec un maximum en avril), suivies d'une baisse progressive jusqu'à l'étiage du mois d'août, avec une baisse du débit moyen mensuel à 4,5 m3/s ce mois-là. Dès septembre, les débits reprennent de l'amplitude jusqu'à un petit sommet en novembre (23 m3/s), suivi d'une nouvelle baisse d'hiver avec un deuxième minimum de 16,7 m3/s en janvier.

### Étiage ou basses eaux
Le VCN3 peut chuter jusque 0,820 m3/s, en cas de période décennale sèche.

### Crues
Les crues peuvent être très importantes. En effet, le QIX 2 et le QIX 5 valent respectivement 250 et 330 m3/s. Le QIX 10 est de 390 m3/s, les QIX 20 et le QIX 50 sont de 440 m3/s et 510 m3/s.
Le débit instantané maximal enregistré à Saint-Just-de-Claix est de 567 m3/s le 1er décembre 2003 pendant que le débit journalier maximal a été de 396,0 m3/s le 3 décembre 2003.

### Lame d'eau et débit spécifique
La lame d'eau écoulée dans le bassin versant de la rivière est de 835 mm annuellement, ce qui est élevé et résulte des précipitations abondantes sur le massif du Vercors, mais est tout à fait normal dans cette région des Préalpes. Le débit spécifique (ou Qsp) atteint 26,4 l/s/km2 de bassin.

## Affluents
La Bourne reçoit les eaux du Corrençonais, puis du Méaudret sur le territoire de Villard-de-lans, de la Doulouche entre Rencurel et Saint-Julien-en-Vercors et de la Vernaison à Sainte-Eulalie-en-Royans, en rive gauche.
La Bourne présente dix-sept affluents sans compter le canal de la Bourne :
- la Doulouche (rd), 6 km ;
- la Lyonne (rg), 22 km (et le canal de la Lyonne) ;
- la Vernaison (rg), 32 km de rang de Strahler trois ;
- le Bournillon (rg), 1 km ;
- le canal de la Bourne (rd) ;
- le Méaudret (rd), 16 km de rang de Strahler trois ;
- le Rognon (rd), 5 km ;
- le ruisseau de Corrençon (rg), 5 km ;
- le ruisseau de Font Noire (rg), 3 km ;
- le ruisseau de Maleval (rg), 2 km ;
- le ruisseau des Allaverts (rg), 3 km ;
- le ruisseau des Fleurins, 2 km ;
- le ruisseau des Jallifiers (rd), 1 km ;
- le ruisseau de Ville Vieille, 3 km ;
- le ruisseau Gournier (rd), 1 km ;
- le ruisseau Plénouse (rg[note 1]), 2 km ;
- le ruisseau Rouge (rg), 1 km ;
- le Tarze (rd), 9 km avec son affluent le ruisseau de Bimat, 3 km.

### Rang de Strahler
Son rang de Strahler est quatre par la Vernaison ou le Méaudret.

## Aménagements et écologie

### Organisme gestionnaire
Le syndicat mixte du Parc naturel régional du Vercors s'est engagé dès les années 90 dans une politique de gestion globale et concertée de l'eau et des milieux aquatiques à l'échelle des bassins versants de la Bourne et du Furon (départements de l'Isère et de la Drôme).

### Station d'épuration
La communauté de communes du massif du Vercors est à l'origine de l'installation d'une station d'épuration moderne installée au bord de la Bourne, sur la route de Pont-en-Royans, en amont des gorges. Le financement de cette station d'épuration a été assuré, en partie, par l'agence de l'eau Rhone-Méditerranée-Corse, établissement public appartenant conjointement à l'État au conseil départemental de l'Isère et au  conseil régional d'Auvergne-Rhône-Alpes et essentiellement par autofinancement dont un recours à l'emprunt effectué par la communauté de communes.

### Aménagements touristiques

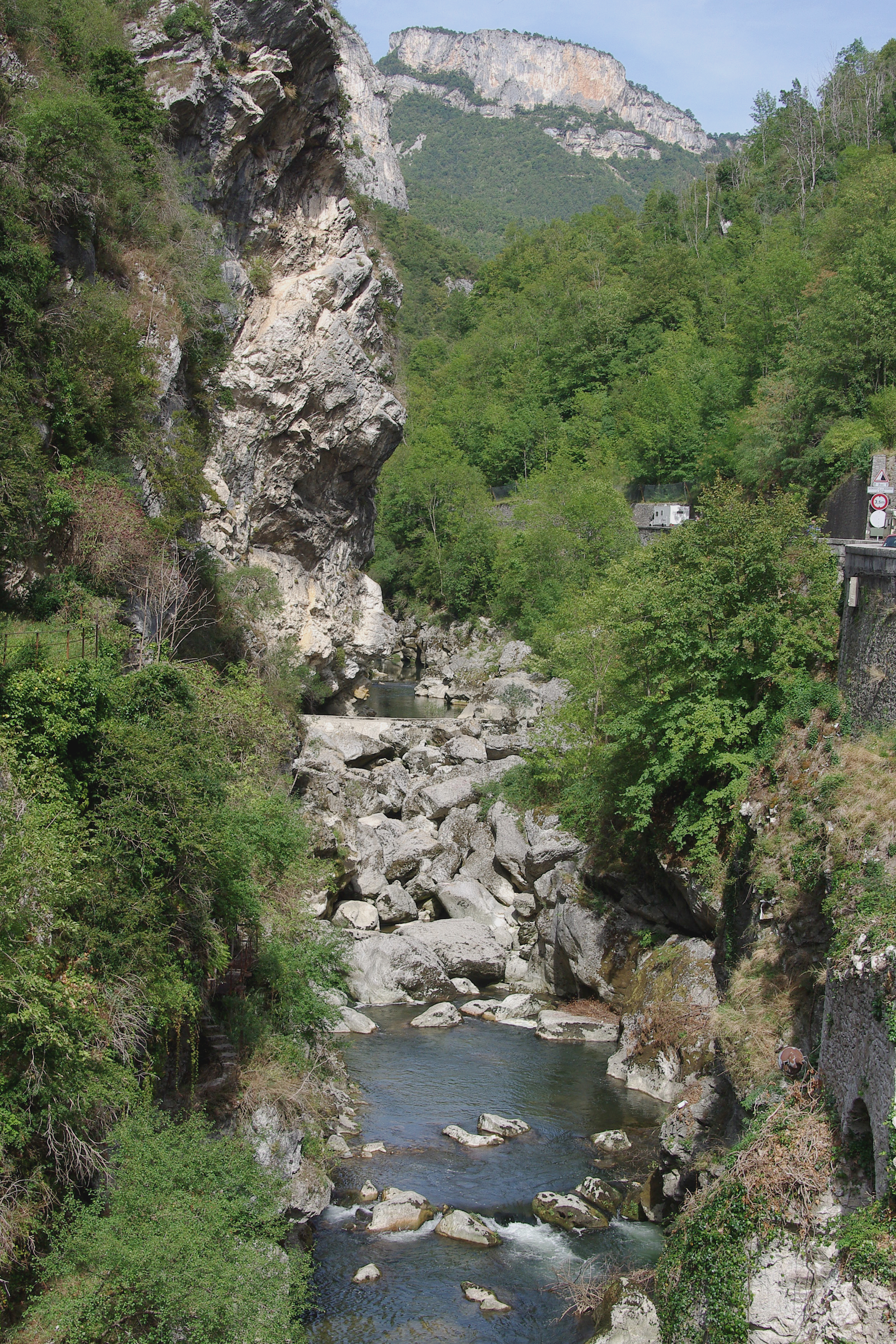
Les gorges de la Bourne à Pont en Royans.

#### Les gorges de la Bourne
La spectaculaire route des gorges, située entre Villard-de-Lans et Pont-en-Royans a été réalisée entre 1861 et 1872. Afin d'effectuer des travaux de sécurisation des falaises dominant la route, cette dernière peut être fermée à la circulation durant certaines périodes.

#### Le lac et le bateau à roues
Un bateau à roue dénommé « Royans-Vercors » permet une visite guidée de la faune et de la flore bordant la rive de la Bourne et de l'Isère. Le principal point d'embarquement est situé sur les rives d'un petit lac formé par la Bourne sur le territoire de Saint-Nazaire-en-Royans.
Hôtellerie de plein air
Plusieurs camping bordent la rivière la Bourne. Notamment le camping du Pont de Manne à Saint-Thomas-en-Royans. Camping historique de la région, depuis les berges du camping, les campeurs ont un accès direct à la rivière pour notamment pêcher, se balader le long de la rivière ou encore observer la faune et la flore locales.

### Aménagements hydroélectriques
- la centrale de la Goule Blanche ;
- la centrale électrique de la Haute Bourne ;
- la centrale électrique du Bournillon ;
- le barrage de Auberives-en-Royans ;
- le barrage de Balme ;
- le barrage de Choranche à 2 km en amont des grottes de Choranche.

## Galerie

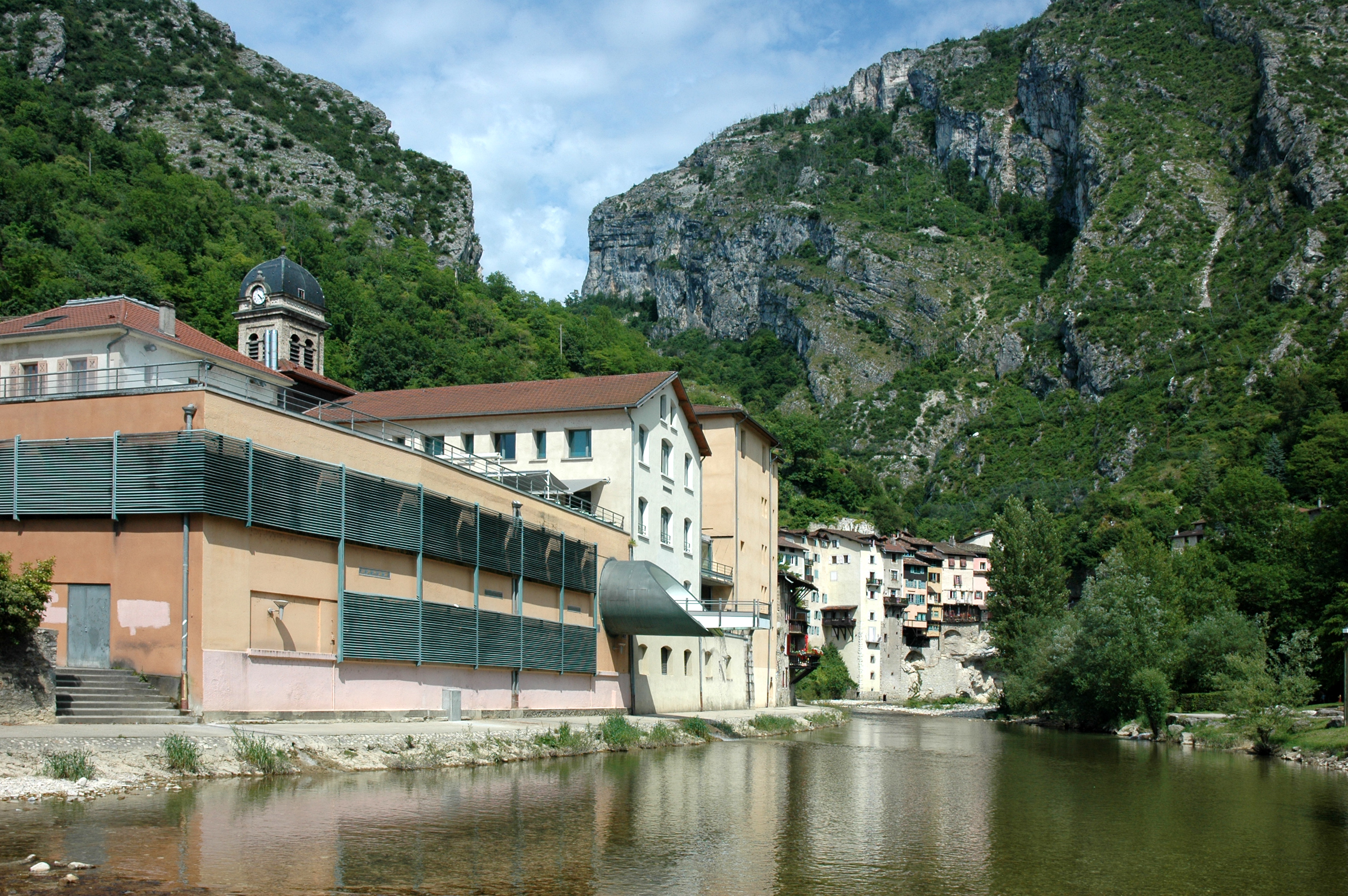
La Bourne à Pont-en-Royans.
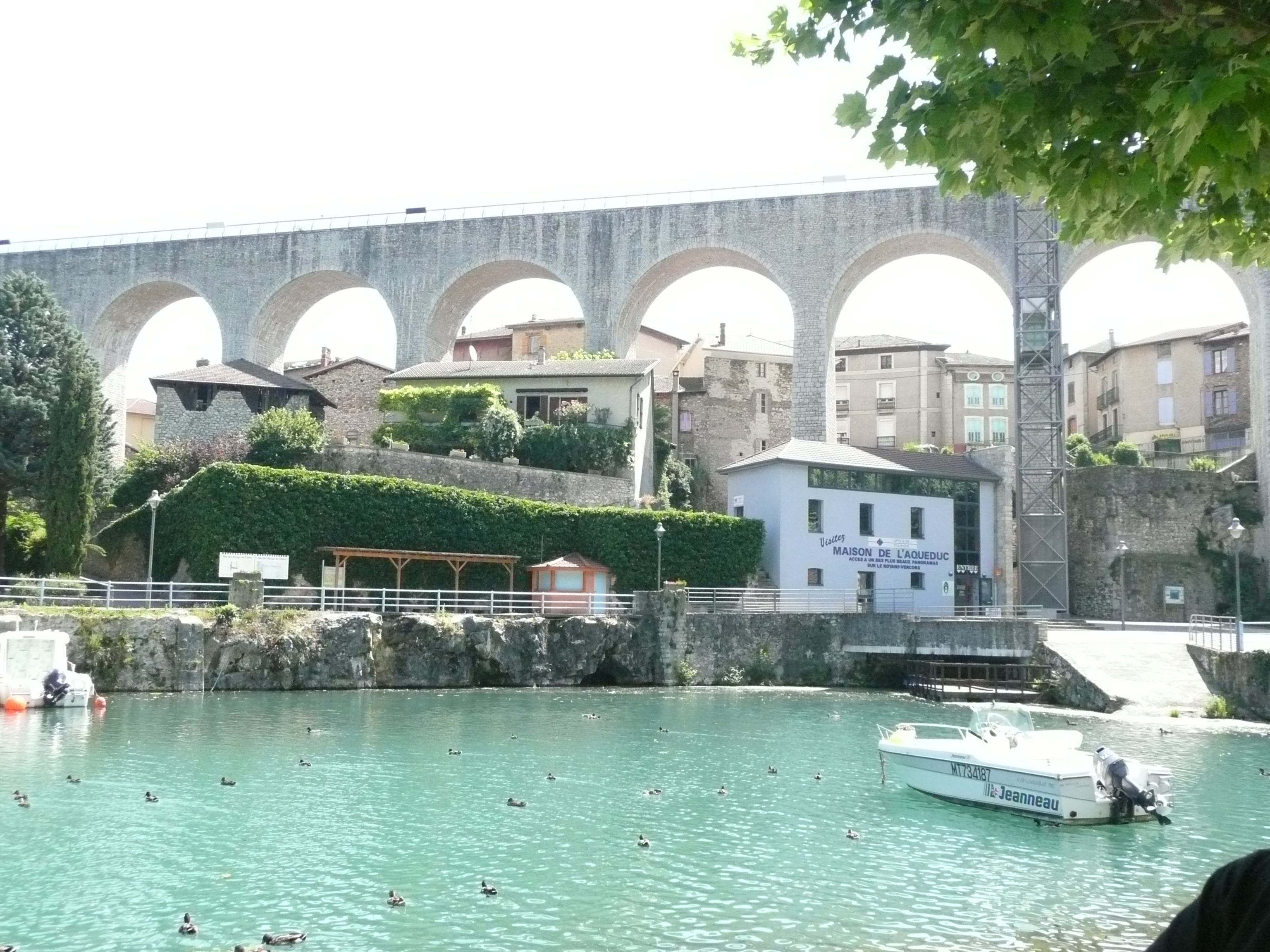
La Bourne et l'aqueduc de Saint-Nazaire-en-Royans.
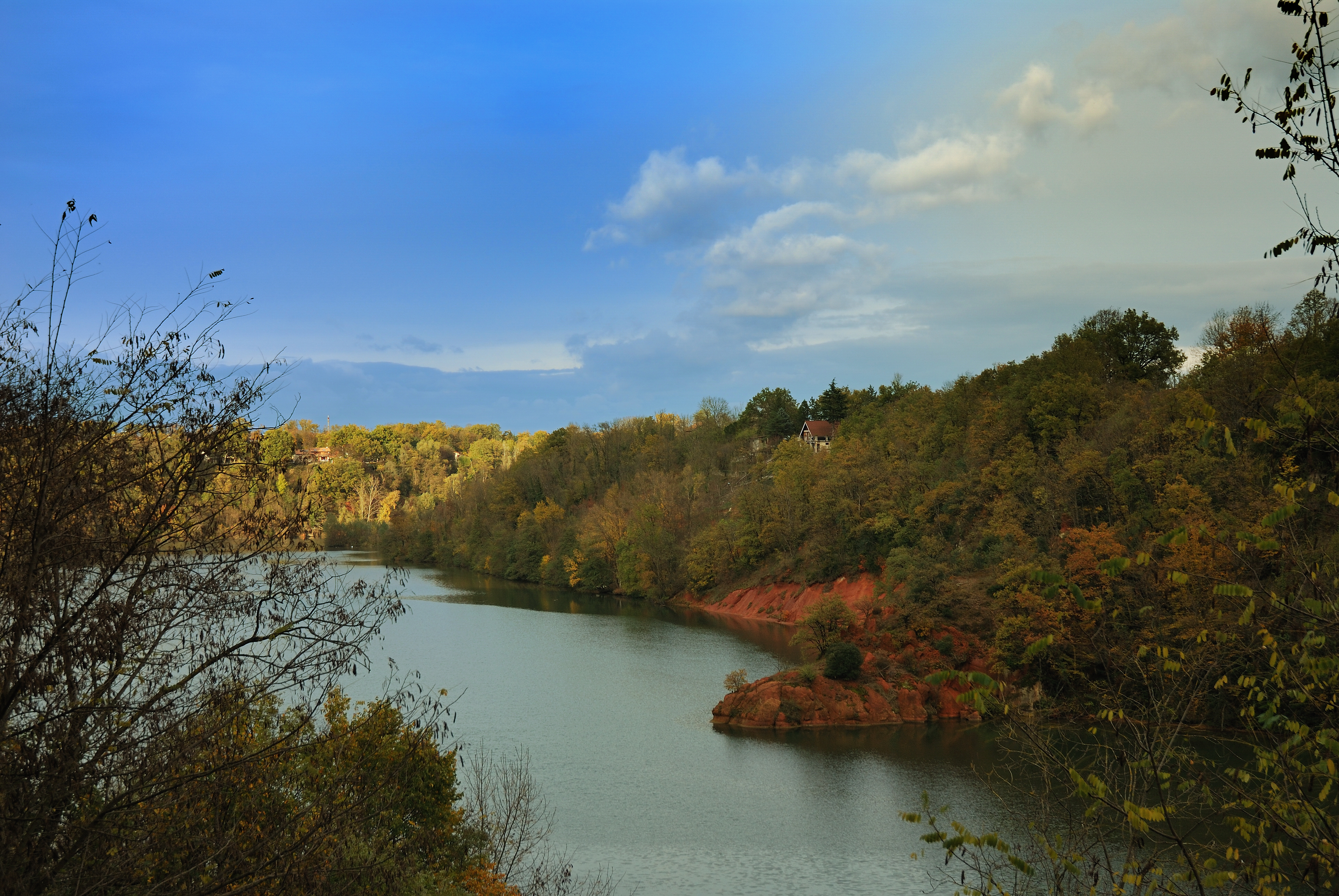
Saint-Nazaire-en-Royans.
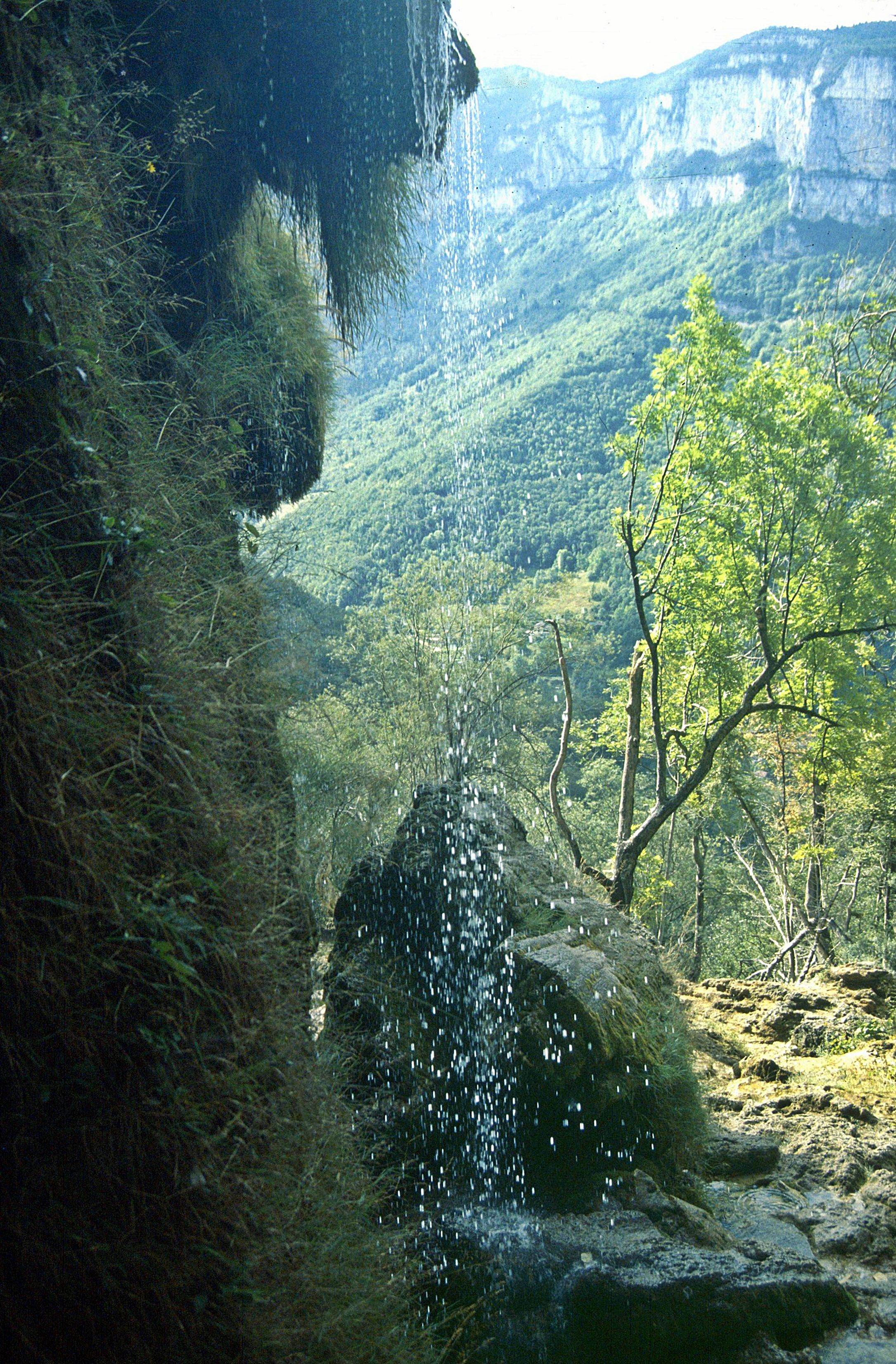
Les gorges de la Bourne.
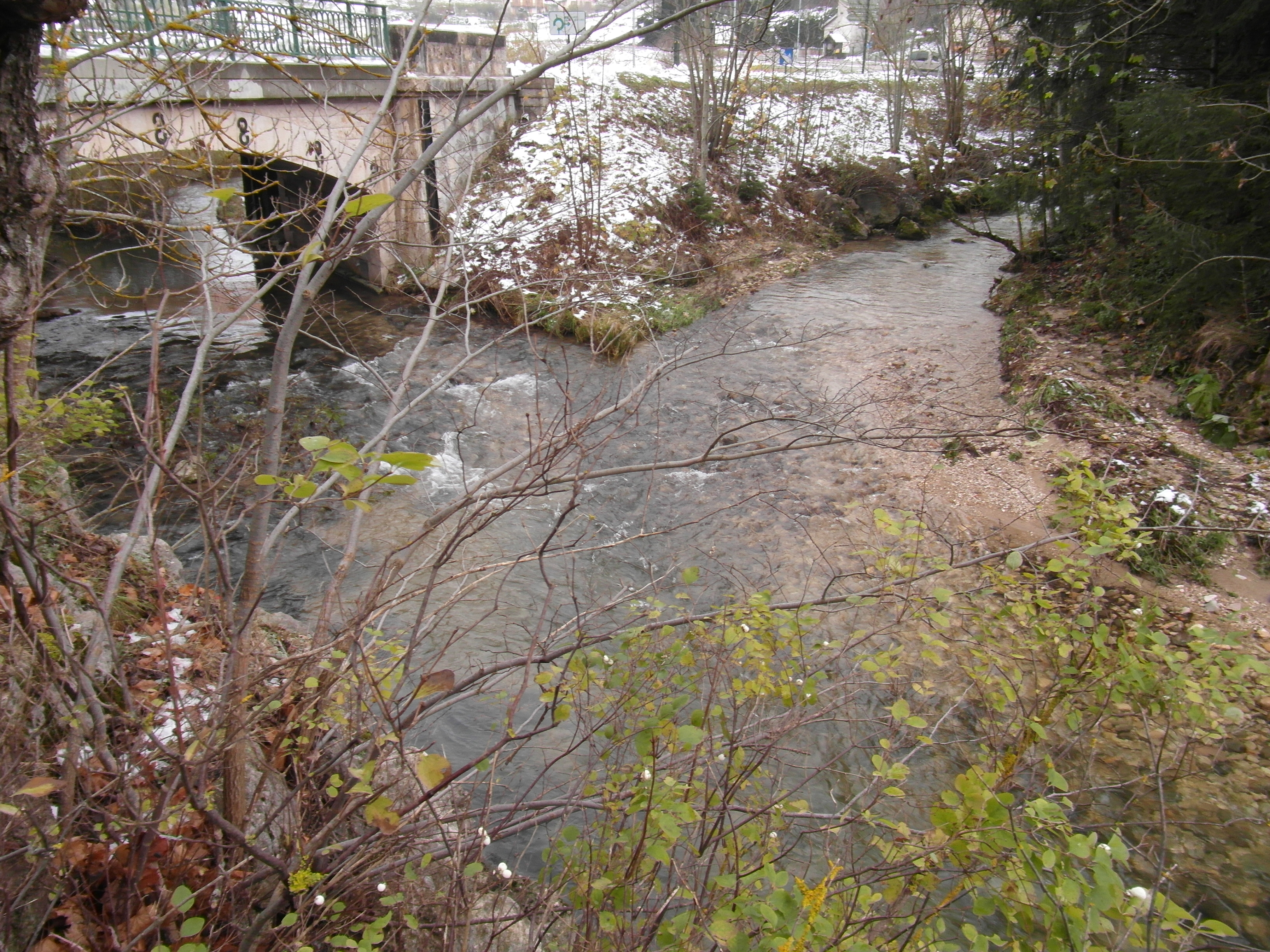
Le Corrençonnais et la Bourne.